# 板倉英則
板倉 英則（いたくら ひでのり、1946年8月 - ）は、日本の官僚。愛知県豊川市出身。

## 経歴
1965年愛知県立時習館高校卒業、1969年東京大学法学部卒業。同年建設省入省、都市計画課長、人事課長、道路局次長、都市・地域整備局長、国土交通審議官などを歴任した後、2005年7月から日本下水道事業団理事長。2009年7月（一財）不動産適正取引推進機構理事長、また2015年5月には（公財）都市計画協会会長に就任した。2016年11月、瑞宝重光章を受章。